# Llanito
Llanito (lub yanito) – dialekt angielski używany na co dzień przez rdzennych mieszkańców Gibraltaru. Charakteryzuje się znaczną ilością zapożyczeń leksykalnych z andaluzyjskiej odmiany języka hiszpańskiego, do tego stopnia, że jest uważany za mieszaninę obu tych języków. Różni się jednak od tzw. Spanglish używanego na obszarze przygranicznym między USA a Meksykiem. Llanito zawiera także wiele słów z innych języków, między innymi z dialektu genueńskiego, języka hebrajskiego, arabskiego, portugalskiego i maltańskiego.